# Shujing
El Shujing o Shu Jing (xinès tradicional: 書經; xinès simplificat: 书经; pinyin: Shūjīng; wade-giles: Shuching), el Clàssic de la Història o Clàssic dels Documents, és un recull de documents (discursos, consells, decrets, etc.) en relació amb la política i l'administració dels sobirans de l'antiguitat xinesa, des dels yao i els shun (Mil·lenni III aC) fins al final dels zhou Occidentals. Aquests documents haurien estat redactats pels equips d'escribes i secretaris reials.
Conegut des del temps de Confuci, que el cita i a qui la tradició ha atribuït molt de temps la seva compilació, va escapar per poc a la seva destrucció total un primer cop sota la dinastia Qin i després durant el període de divisió que va seguir la caiguda de l'imperi Han. La versió actual és incompleta i la datació de certs capítols va ser posada en dubte des dels Song segons criteris estilístics.
Malgrat el dubte en relació amb el període exacte de redacció de tal o tal passatge, els historiadors estan d'acord a veure-hi el conjunt més antic de prosa xinesa. És també, malgrat el problema de datació ja esmentat i de la poca claredat de certs texts, una font preciosa pel que fa a la història i la cultura de la Xina antiga. Des de la dinastia Han, va ser inclòs entre els Cinc Clàssics, el coneixement dels quals era indispensable per seguir una carrera com a funcionari.
Consisteix en 58 capítols, 33 dels quals són generalment considerats autèntiques obres del segle iv aC o anteriors. Els cinc primers capítols pretenen preservar les dites i les memòries de les accions dels emperadors que van regnar durant la llegendària època daurada xinesa; els quatre següents són dedicats a la dinastia Xia; els 17 successius tenen a veure amb la dinastia Shang i els 32 capítols finals tracten de la dinastia dels Zhou Occidentals.